# Carl Kaeser
Carl Kaeser (* 14. April 1914 in München; † 8. Juli 2009) war ein deutscher Maschinenbauingenieur und Familienunternehmer und jahrzehntelang Leiter des Maschinenbauunternehmens Kaeser Kompressoren.

## Leben und Wirken
Carl Kaeser kam als Sohn des gleichnamigen Carl Kaeser senior in München 1914 zur Welt. 1917 zogen seine Eltern mit ihm nach Coburg. 1919 gründete sein Vater eine eigene Maschinenbauwerkstätte mit 20 Mitarbeitern in Coburg.
Sohn Carl Kaeser zeigte sich in der Schule an darstellender Geometrie interessiert und baute mit 17 Jahren ein voll funktionsfähiges Kompressormodell. 1933 schloss er die Schule mit dem Abitur ab. Anschließend studierte er Maschinenbau an der Technischen Hochschule München und schloss nach acht Semestern 1937 als Diplomingenieur ab. Im gleichen Jahr trat er in den elterlichen Betrieb ein. Nach Kriegsende sah sich das Familienunternehmen mit dem Wegbrechen der Kundenbeziehungen zur Spielwaren- und Glasindustrie in Thüringen und Sachsen infolge der Deutschen Teilung konfrontiert.
Im Zuge der Herausforderung der Neuausrichtung des Unternehmens wurde das vorhandene Know-how im Motorenbau eingesetzt, um von nun an auch Kompressoren zu bauen. Carl Kaeser übernahm 1963 die Leitung des Familienunternehmens. Durch Markterkundung in den USA erkannte er die künftige Bedeutung des Schraubenkompressors mit einem neuen Verdichtungsprinzip. Anfang der 1970er Jahre sorgte er entsprechend für die Sortimentserweiterung um Schraubenkompressoren mit dem im Unternehmen selbst entwickelten Schraubenrotorprofil („Sigma-Profil“).
1980 trat sein Sohn Thomas Kaeser in die Unternehmensführung ein. Das Unternehmen Kaeser Kompressoren expandierte unter Kaesers Leitung stark und zählte 2008 fast 4000 Mitarbeiter. Im Jahr 2004 eröffnete Carl Kaeser ein neues Forschungs- und Entwicklungszentrum im nördlichen Coburger Stadtteil Bertelsdorf.

## Ehrungen und Auszeichnungen
- Bayerischer Verdienstorden
- Bundesverdienstkreuz erster Klasse
- Staatsmedaille für besondere Verdienste um die bayerische Wirtschaft
- Ehrensenator der Hochschule Coburg
- Ehrenbürger der Stadt Coburg